# Vitronura
Vitronura (лат.) — род коллембол из семейства Neanuridae (Paleonurini, Neanurinae).

## Распространение
Род Vitronura широко распространен в мире, особенно в юго-восточной и восточной Азии. Большинство видов, описанных к настоящему времени, 7 зарегистрированы в Китае.

## Описание
Мелкие ногохвостки с вытянутым телом (1—3 мм). От близких представителей трибы Paleonurini отличаются следующими признаками: все виды рода имеют антенатальные бугорки, которые отделены от лобного бугорка на голове. Тело бледно-желтое до красного в жизни и белое в алкоголе. С редуцированными ротовыми аппаратами типа Neanura. Антеннальные бугорки отделены от лобного бугорка на голове. Орган Ant.III окаймлён 2 сетами. Туберкуляция постцефалических тергитов (Di, De, DL, L), некоторые из них слиты. У живых экземпляров туберкулы хорошо индивидуализированы и отчетливы. Тергиты Ant.V с 2 + 2 бугорками (De + Di, DL и L бугорки мигрировали вентрально) или реже 1 + 1 + 1 (бугорки Di слиты по средней линии). Di иногда вестигиальный на Abd.IV. У большинства видов 2 или 3 пары глаз.

## Классификация
Известно более 20 видов. Род был впервые выделен в 1969 году японским энтомологом Rioco Yosii (Киотский университет, Киото, Япония). Включён в состав трибы Paleonurini из подсемейства Neanurinae.
- Vitronura acuta Deharveng & Weiner, 1984[5]
- Vitronura ciliata Wang, Wang & Jiang, 2016[6]
- Vitronura clavata Jiang et al., 2025[7].
- Vitronura dentata Deharveng & Weiner, 1984[5]
- Vitronura giselae (Gisin, 1950)
  - Neanura mandarina Riozo Yosii, 1954
- Vitronura gressitti Cassagnau & Deharveng, 1981[8]
- Vitronura joanna (Coates, 1968)
- Vitronura kunigamiensis Tanaka & Hasegawa, 2010[9]
- Vitronura latior (Rusek, 1967)
- Vitronura luzonica Yosii, 1976[10]
- Vitronura macgillivrayi (Denis, 1933)
- Vitronura mascula Smolis & Deharveng, 2006[11]
- Vitronura namhaeiensis Lee, 1974
- Vitronura paraacuta Wang, Wang & Jiang, 2016[6]
- Vitronura pygmaea (Yosii, 1954)[12]
- Vitronura qingchengensis Jiang & Yin, 2011[13]
- Vitronura quartadecima Gao, Bu & Palacios-Vargas, 2012[1]
- Vitronura setaebarbulata Gao, Bu & Palacios-Vargas, 2012[1]
- Vitronura shaanxiensis Jiang & Yin, 2011
- Vitronura singaporiensis (Yosii, 1959)[14]
- Vitronura sinica Yosii, 1976[10]
- Vitronura tubercula Lee & Kim, 1990